# Accident de l'USS Forrestal

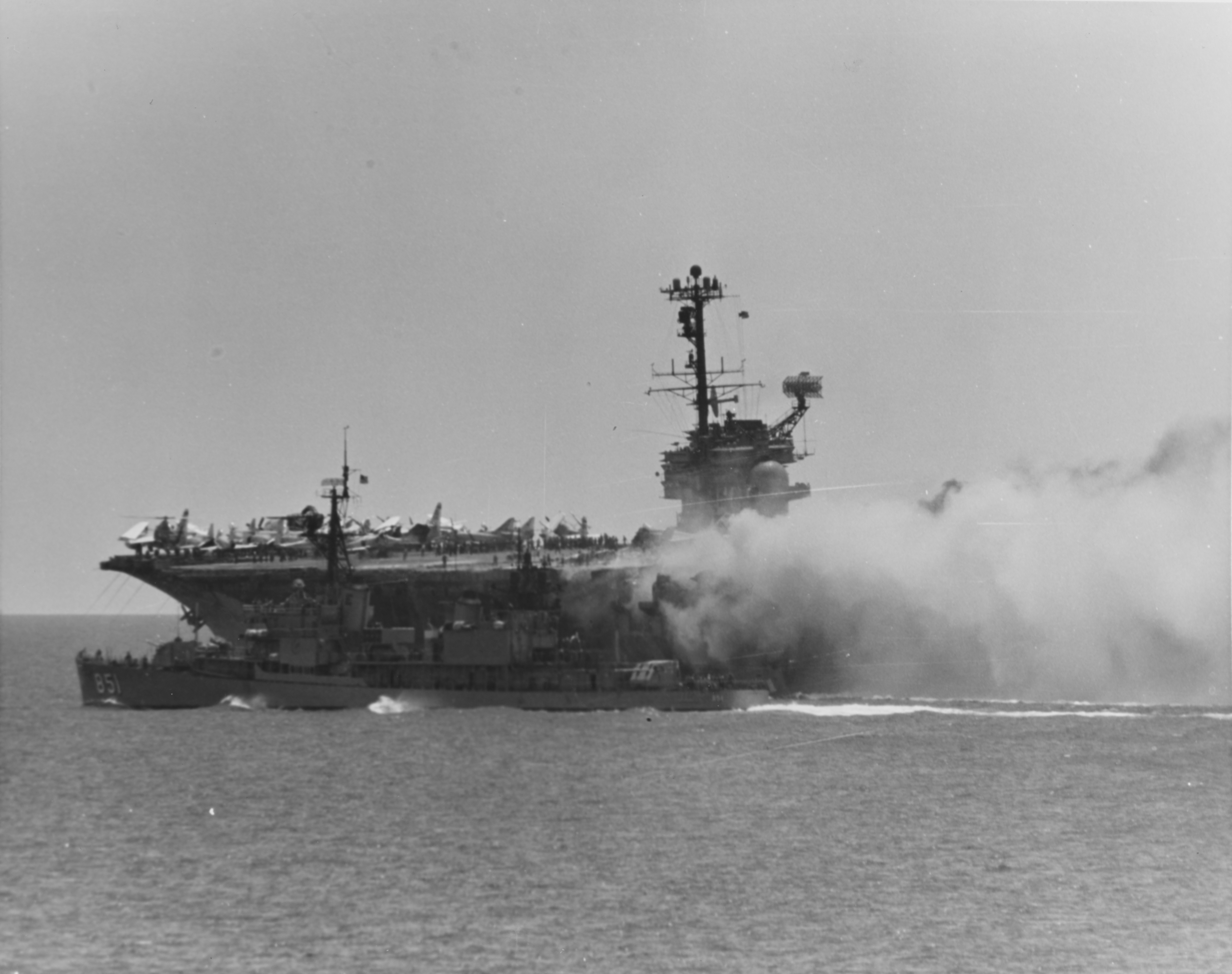
Le Forrestal en feu après les explosions le 29 juillet 1967. Le destroyer Ruppertus lui vient en aide.

L’accident de l'USS Forrestal est un important sinistre provoquant une série d'explosions en chaîne qui, le 29 juillet 1967, ont tué 134 marins dont 18 ne seront jamais retrouvés et en ont blessé 161 sur le porte-avions USS Forrestal de l'United States Navy. L'origine du drame est une anomalie électrique qui déclencha le tir d'une roquette Zuni depuis un avion situé sur le pont d'envol. L'incendie, le plus grand sur un porte-avions américain depuis la Seconde Guerre mondiale, faillit entraîner la perte du navire.
Le Forrestal était à l'époque engagé dans des opérations militaires dans le golfe du Tonkin dans le cadre de la guerre du Viêt Nam. Les dégâts ont dépassé les 72 millions de dollars américains (soit 
552 millions actuels), les 21 avions détruits ayant une valeur de 44,5 millions de dollars (soit 
341 millions actuels), la réparation de prés d'une quarantaine d'aéronefs coutant 10 millions de dollars (soit 
77 millions actuels), les munitions perdues sont évalués à 5 millions de dollars (soit 
38 millions actuels).

## Déroulement de l'accident

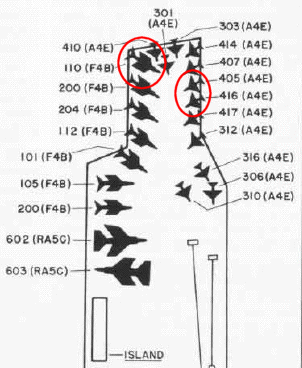
Disposition des avions sur le pont au moment de l'accident. La roquette est partie du F-4B immatriculé 110, à l'arrière du navire, cerclé en rouge qui a frappé les A-4 en face de lui.

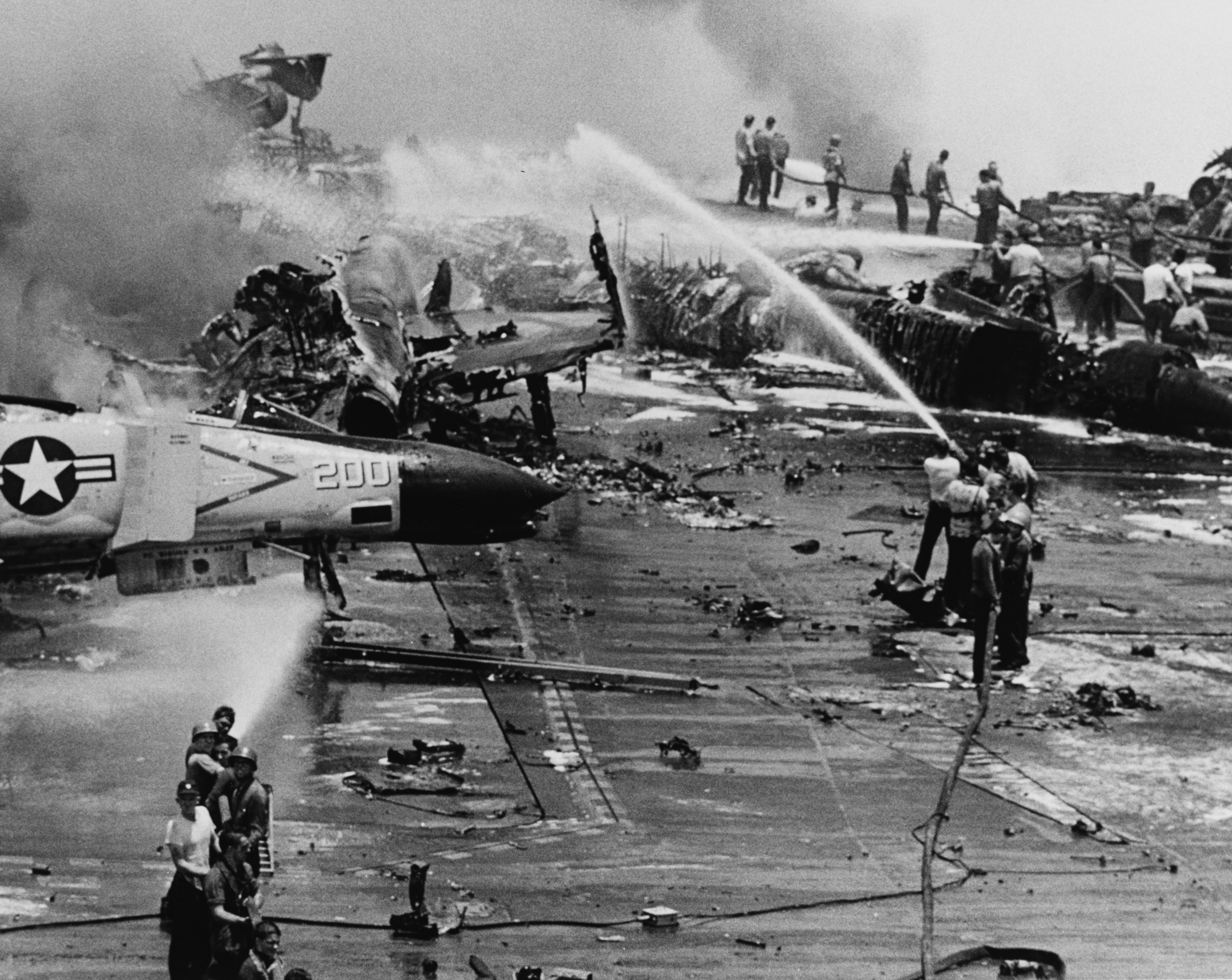
Lutte contre les incendies sur le pont d'envol.

Le Forrestal provenant directement de la flotte Atlantique arrive dans la zone d'opérations nommée Yankee Station (en) dans le golfe du Tonkin au large du Viêt Nam du Nord le 24 juillet 1967 pour sa première, et ce qui sera sa dernière, opération de combat.
Le 29 juillet, dans le cadre de l'opération Rolling Thunder de bombardement lors de la guerre du Viêt Nam, à 10 h 45, le porte-avions est en train de prendre la route avia pour permettre le catapultage de la deuxième vague d’attaque de la journée après celle de 7 h 0 qui est déjà rentrée, la préparation bat son plein.
À 10 h 51, une roquette air-sol Zuni, accrochée sous un avion McDonnell Douglas F-4 Phantom II s'allume à la suite d'une surtension qui s'est accidentellement propagée à la roquette au moment du passage à l'alimentation interne de l'avion après le démarrage de son réacteur.
La roquette légèrement déviée par le choc  avec un marin va percuter le Douglas A-4 Skyhawk 405 piloté par le lieutenant Fred D. White en attente de catapultage emportant deux bombes Mark 65, elle déchire sans exploser le réservoir externe gauche de celui-ci. Le carburant JP-5 se répand sur le pont d'envol et s'enflamme.
À 10 h 54, 94 secondes après le début de l'incendie, la première bombe explose. Le pont d'envol est soufflé par les explosions en chaîne des avions de combat bourrés de carburant et d’armement, douze bombes de 225 et 1 000 kg détonent au total sur le pont d'envol blindé. Ce dernier est percé et le feu se répand aux étages inférieurs, provoquant de nombreux morts. La première explosion tue le groupe de pompiers, les seuls ayant reçu une formation de lutte anti-incendie. Dans son Douglas A-4 Skyhawk 416 entouré par les flammes, le lieutenant John McCain, futur candidat à la présidence des États-Unis, réussit à s'échapper en sautant du nez de son avion.
À 10 h 59, le navire est en condition Zebra, toutes les cloisons et portes étanches sont fermées et les soutes à munitions sont prêtes à être inondées. Le hangar aviation sous le pont est arrosé par le système de gicleurs. Les avions les plus endommagés et les plus proches du feu sont poussés par-dessus bord à la force des bras ou avec un chariot élévateur.
Des hélicoptères venus des porte-avions USS Bon Homme Richard (CV-31) et USS Oriskany (CV-34) présents sur zone apportent des médecins et des lances à incendie et ramènent des blessés graves.
Le destroyer USS Rupertus (DD-851) (en) de la classe Gearing s'approche à moins de 6 mètres et arrose le Forrestal avec ses lances à incendie pendant trois heures d'affilée. 47 marins sont projetés à la mer par les explosions successives, la baleinière du destroyer et les hélicoptères en récupèrent certains, tous brûlés à des degrés divers.
Sans l’aide des navires du groupe aéronaval de la Septième flotte américaine arrivés rapidement à la rescousse, le grand bâtiment aurait été probablement perdu, jamais un porte-avions n'ayant alors survécu à de tels dommages. Après dix-sept heures de lutte contre les incendies, l’équipage reprend difficilement le contrôle du navire. Il rentre d'abord à la base navale de Subic Bay dans les Philippines par ses propres moyens avec une forte gîte et à moitié calciné le 31 juillet, puis après des réparations de fortune la quitte le 11 août en direction de la base navale de Mayport en Floride qu'il atteint le 12 septembre. Deux jours plus tard, il retourne enfin à son port d'attache, la base navale de Norfolk. Les réparations ont lieu du 19 septembre 1967 au 8 avril 1968 au Norfolk Naval Shipyard.
L'utilisation d'anciennes bombes Mark 65 de composition B livrés la veille, dont une a été fabriquée en 1953 et dont les conditions de conservation étaient médiocres, au lieu de Mark 83 de composition H6 capable de mieux tenir sous une température élevée, est une cause aggravante. En effet, les bombes H devaient tenir 2 minutes 30 au feu, alors que les anciennes bombes B tenaient, après test, 1 minute 30. Il est probable que cette minute d'écart soit la cause de l'anéantissement de l'équipe de pompiers professionnels. La lutte contre l'incendie est ensuite menée par l'équipage non formé qui tente de noyer un incendie d'hydrocarbures sous des tonnes d'eau, ce qui a pour conséquence de propager l'incendie dans le pont inférieur.

## Bilan

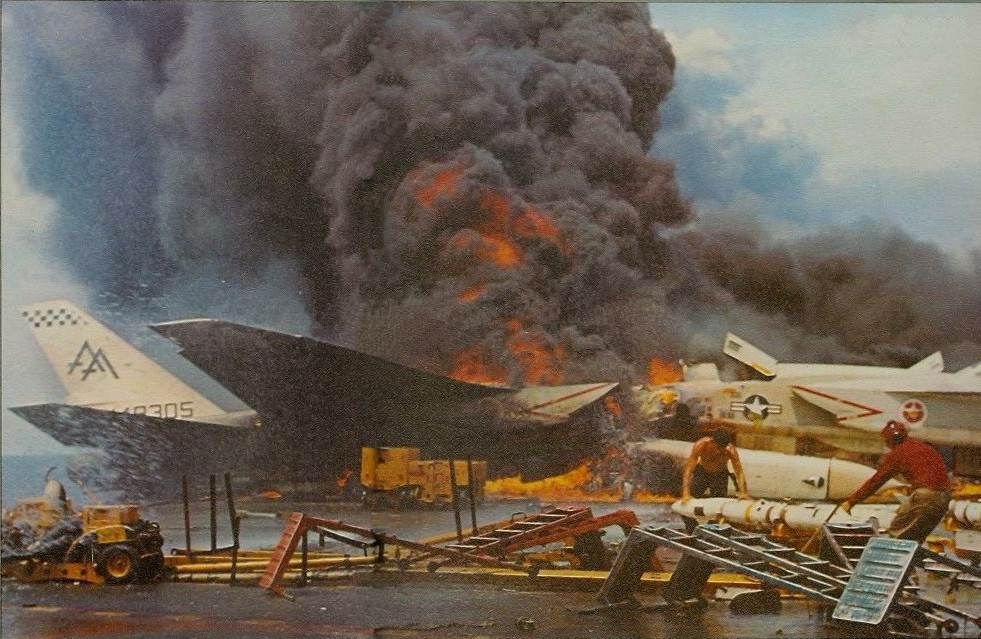
Photographie de l'incendie.

Le bilan de cette catastrophe est de 134 morts (dont 90 dans les dortoirs placés sous le pont d'envol), 161 blessés, 21 avions du Carrier Air Wing Seventeen (CVW-17) détruits (sept F-4 Phantom II (BuNos 153046, 153054, 153060, 153061, 153066, 153069 et 153912) ; onze A-4E Skyhawk (149996, 150064, 150068, 150084, 150115, 150118, 150129, 152018, 152024, 152036, 152040) ; trois RA-5 Vigilante (148932, 149282 et 149305) ; 43 endommagés, et 72 millions de dollars de réparations pour sept mois de travaux.
La Farrier Fire Fighting School Learning Site (Carrier Fire Fighting School Learning Site), un site d'apprentissage de lutte incendie de la marine, est ouvert à Norfolk et nommé d'après le pompier en chef Gerald W. Farrier, marin mort dans l'explosion initiale dans une tentative de refroidir avec un extincteur les bombes n'ayant pas encore explosé de l'avion touché par la roquette. Depuis, les marins américains reçoivent systématiquement une formation de lutte incendie.

## Accidents similaires

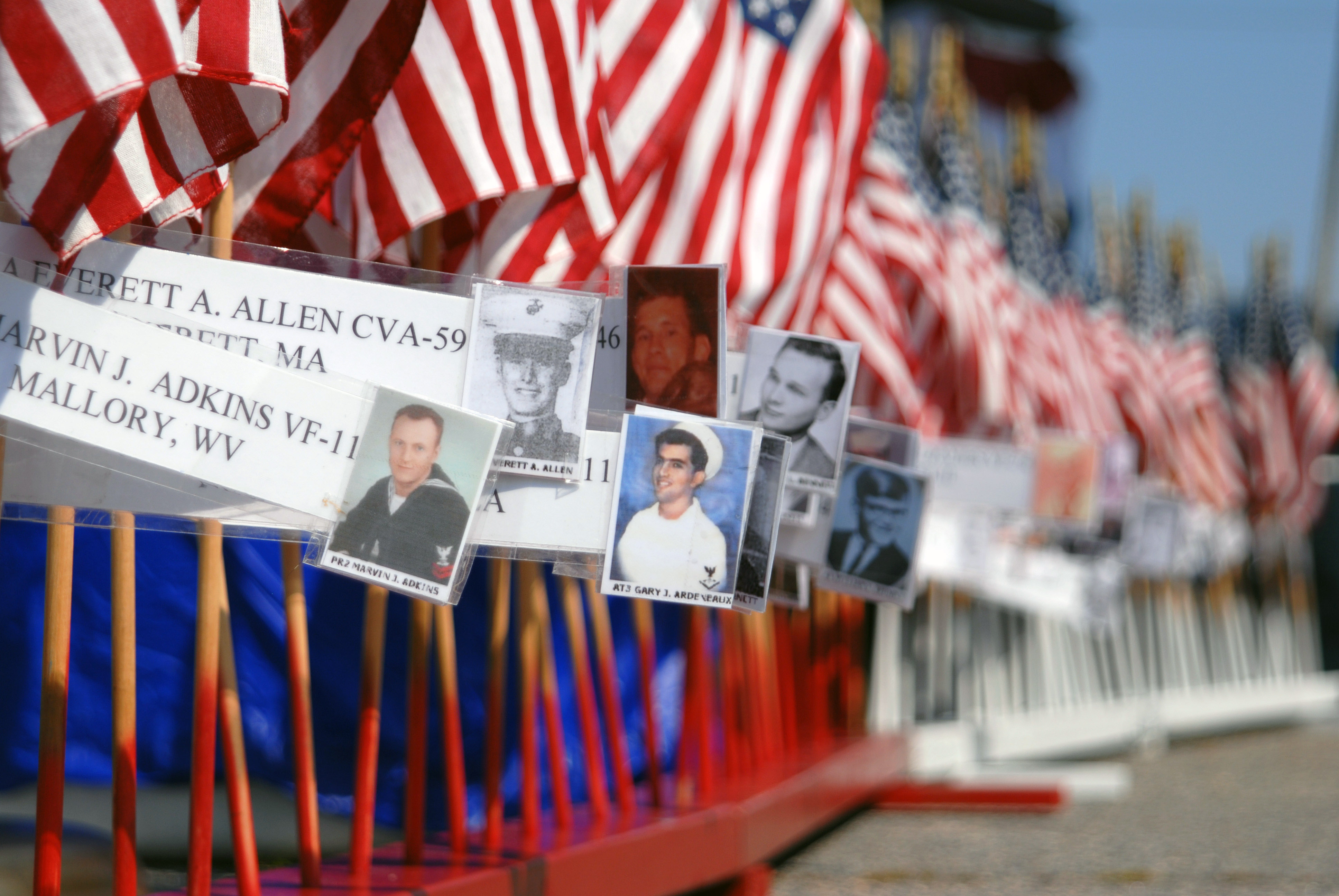
Cérémonie de commémoration du de la catastrophe.

- L'USS Oriskany subit un accident similaire qui fait 44 morts le 26 octobre 1966 dû à un incendie provoqué par un leurre thermique.
- L'accident de l'USS Enterprise le 14 janvier 1969 est dû à une roquette Zuni accrochée aussi sous un F-4 qui détone à bord du navire alors au large d'Hawaï. Cela déclenche une série de huit explosions qui ont fait de 24 à 27 morts et 85 à 120 blessés selon les sources, 15 avions sont alors détruits ou endommagés.

## Documentaires télévisés
- Explosion de l'USS Forrestal, 8e épisode de la 3e saison de La Minute de vérité sur National Geographic Channel et sur Direct 8.